# 丁榮林
丁榮林（1936年2月2日—），出生於臺南州佳里街，是台灣戰後時期的牧師、台語文作家。聖經學院、台南神學院畢業，擔任多年牧師，於2000年2月20日退休。著有《知道我所信的：丁榮林牧師講道集文集》一書，收錄〈鄉村的傳教者〉、〈受騙記〉、〈求職記〉、〈活命的火把〉以及〈聖誕的哀聲〉等白話字小說集。與許多出生於1930至1940年代的台語文作家一同被喻為「白話字末代作家」。

## 外部連結
- 【巢窟文類】白話字文學青年──廖瑞女kap丁榮林ê得獎作品